# Персі Джексон та Олімпійці
«Персі Джексон і Олімпійці» — перша серія письменника Ріка Ріордана, яка передувала серії «Герої Олімпу». Серія присвячена грецькій міфології. Книги розповідають про пригоди Персі Джексона. Кожна книга слідує мотивам пригод різних грецьких героїв. Перша заснована на пригодах Персея, друга заснована на історії Одіссея, третя - Геракла, четверта - Тесея, і остання на історії Ахілла. Серія оповідає про завершення Першого Великого Пророцтва. Друге Велике Пророцтво, пізніше назване Пророцтвом Семи, розкривається в книзі «Персі Джексон і Останнє пророцтво». Про це пророцтво оповідає серія «Герої Олімпу».

## Основні книги циклу

### Книга 1. Персі Джексон і Викрадач блискавок
Персі Джексон і Викрадач блискавок — перша книга циклу «Персі Джексон і Олімпійці». В оригіналі книга з'явилась на полицях магазинів 28 червня 2005 року. Також книга була адаптована в кіно і графічну новелу. Прем'єра фільму «Персі Джексон і викрадач блискавок» відбулася у 2010 році.
Персі Джексон— дванадцятирічний хлопчик з діагнозом СДУГ і дислексією. З ним постійно щось траплялося і йому часто доводилося міняти навчальні заклади. Історія «Викрадача блискавок» починається під час навчання Персі в академії Йенсі, де хлопчик намагається прижитися після попереднього виключення. В академії у нього з'являється друг на ім'я Гровер. Під час шкільної екскурсії на виставку античного мистецтва на Персі нападає його вчителька математики місіс Доддз, яка виявилася страшною міфічною фурією. Чудовисько звинувачує Персі в тому, що він вкрав блискавки бога-громовержця Зевса і вимагає їх повернути. Тільки втручання вчителя, містера Браннера, рятує Персі від болісної смерті в пазурах фурії. Після нападу юнак в супроводі матері та Гроувера відправляється на Лонг-Айленд, де розташовується «Табір напівкровок», місце відпочинку та навчання для дітей, народжених від грецьких богів і смертних. Персі дізнається, що він теж напівкровка, син бога морів Посейдона. У дорозі на них нападає жахливий Мінотавр і в ході битви мати героя гине. Однак незабаром Персі з'ясовує, що повернути її ще можливо, адже вона нудиться в полоні у бога підземного царства мертвих Аїда. Але перш ніж відправитися визволяти мати, він змушений зняти з себе всі звинувачення, які поклав на нього Зевс і довести, що він не крав його блискавки. На пошук блискавок йому дається термін до літнього сонцестояння, а це - десять днів. Якщо він не встигне, почнеться війна між богами— Зевсом, Посейдоном і Аїдом. На пошук блискавок з Персі вирушає його друг Гроувер, який виявився його захисником-сатиром і юна дочка богині Афіни, напівкровка Аннабет. Разом вони переживають неймовірні пригоди, б'ються з легендарною Горгоною та одержують перемогу над Гідрою. Врешті-решт герої спускаються в похмуре царство Аїда і стикаються лице в лице з тим, хто вкрав блискавки Зевса.

### Книга 2. Персі Джексон і Море чудовиськ
Персі Джексон і Море чудовиськ — друга книга циклу «Персі Джексон і Олімпійці». В оригіналі книга з'явилась на полицях магазинів 3 травня 2006 року. Також книга була адаптована в кіно і графічну новелу. Прем'єра фільму «Персі Джексон і море чудовиськ» відбулася у 2013 році.
У сні Персі Гроувер тікає від циклопа Поліфема і забігає в весільний магазин. Будівля вибухає і Персі чує голос циклопа. Коли він прокидається, то помічає темний силует у вікні, схожий на тінь, але це точно не вона. Того ж дня в школі Меріузер Персі бере участь у вишибалах разом з Тайсоном, його другом, проти величезних семикласників, які виявляються велетнями-лестригонами. Вони кидають вибухові кулі в Персі в спробі вбити його, але Тайсон його захищає, він витримує їх удари. Аннабет рятує Персі, убивши останнього лестригона, Джо, проткнувши його ззаду, і відправляється з Персі і Тайсоном в «Табір напівкровок», викликавши таксі сестер-грай.
Коли вони повертаються то бачать, що табір атакують два бронзові Колхідські бики, зроблені Гефестом. А дерево Талії, яке захищає табір, отруєне невідомим зловмисником. Тайсону вдається підкорити собі одного бика, а Клариса займається іншим. Хірон у звільненні, так як підозрюється в отруєнні дерева, тому як сам є сином Кроноса. Його замінює Тантал, людина, яку випустили з Полів Покарань.
Персі дізнається, що Тайсон - циклоп, а також син Посейдона. Жителі табору починають знущатися над Персі і Тайсоном, в результаті чого напівбог соромиться того, що Тайсон - його брат. Тим часом, Тантал відроджує давню традицію у вигляді гонок на колісницях. Персі і Аннабет сваряться частково через те, що Тайсон приєднується до їх команди, і частково через сильну неприязнь Аннабет до циклопів, в цілому. Під час першого етапу на жителів табору нападають Стімфалійські птиці. Персі, Аннабет і Тайсон допомагають зупинити атаку.
Кларисі вдається виграти гонку, оскільки інші конкуренти були вражені раптовою появою птахів. Вона відразу ж стає улюбленим напівбогом Тантала, який замовляє бенкет на честь її тріумфу. Однак, Персі, Аннабет і Тайсона він засуджує до патрулю на кухні, так як вважає, що це вони є причиною того, що Стімфалійські птиці напали на табір. Поки вони миють посуд замість гарпій Персі і Аннабет миряться після того, як Персі пояснює їй свій сон з емпатичним зв'язком з Гроувером, він в біді, і не може вибратися з Моря Чудовиськ. Біля вогнища Персі і Аннабет пропонують Тантала послати когось на пошуки після того, як Персі розповідає іншим жителям табору, що їхній будинок можна врятувати за допомогою Золотого Руна. Він також розкриває цифри, які дали йому сестри-грайї, він розуміє, що насправді вони є довготою і широтою. В пошук, щоб знайти і повернути руно відправляється Клариса, але спочатку вона відвідує муміфікованого Оракула.
Пізніше Персі відчуває необхідність сходити на пляж, щоб очистити свою голову. Він зустрічає Гермеса, який переконує його відправитися в пошук, пояснюючи, що навіть якщо вибір вже зроблено, він теж може допомогти. Він дає дає Персі три жовтих рюкзака, наповнених необхідними речами (амброзія, драхми, гроші смертних і одяг) вітаміни і термос, заповнений вітром. Він також призиває Аннабет і Тайсона. Він зникає, як тільки вони приходять і Персі коротко пояснює їм свою зустріч з богом перш, ніж прибувають гарпії. Персі отримує допомогу від свого батька у вигляді гіпокампів. Трійка направляється до круїзного судна, Принцеса Андромеда, вони піднімаються на борт. Якийсь час вони розвідують корабель, але він, здається, порожній. Незабаром кожен знаходить порожню кімнату, і команда вирішує залишитися тут на ніч.
Виявляється, що Принцеса Андромеда - це корабель Луки Кастелана і частини Армії Титанів. Хлопці потрапляють у полон і дізнаються, що Лука намагається допомогти Кроносу знищити Олімп. Їм вдається втекти з корабля за допомогою термоса вітрів Гермеса. По досягненні землі Персі відправляє Тайсона пошукати пончиків як привід, щоб поговорити з Аннабет наодинці про її минуле, зокрема про її відразу до циклопів. Тим не менш, Персі дивується, дізнавшись, що Тайсон дійсно знайшов пончики в підозрілому магазині поблизу, Пончики "Чудо-Юдо". Потім стає відомо, що цей магазин впливає на життєву силу Гідри, яка їх майже вбиває. Кларисса рятує їх за допомогою своя корабля, CSS Бірмінгема, корабель також укомплектований мертвими конфедератами, яких подарував батько Клариси, Арес.
CSS Бірмінгем входить в Море Чудовиськ, відоме смертним як Бермудський трикутник, корабель зазнає сильних пошкоджень, коли пропливає між Сциллою і Харибдою. Температура двигуна все збільшується і Тайсон викликається добровольцем, щоб виправити це. Сцилла хапає Персі і в цей момент двигун вибухає. На жаль, Тайсон залишається всередині. Персі втрачає свідомість, а коли приходить до тями, вони з Аннабет знаходяться на маленькому плоту. Вона використовувала вітри з чарівного термоса і завдяки їм пліт почав рухатися. Після вибуху не видно ні Тайсона, ні Кларисси.
Персі і Аннабет прибувають до курорту і SPA-салону мадам Ц, пізніше з'ясовується, що це острів Цирцеї. Насправді це в'язниця для напівбогів-чоловіків. Помічниця Цирцеї забирає Аннабет, щоб зробити їй макіяж, а сама Цирцея перетворює Персі на морську свинку. Використавши полівітаміни Гермеса, Аннабет сипле їх в клітку до Персі і до решти істот - Чорної Бороди та його команди - вони всі знову перетворюються на людей. Персі і Аннабет тікають з допомогою корабля Чорної Бороди, а пірати все продовжують грабувати курортний острів.
Аннабет висловлює бажання почути пісню сирен. Вона стверджує, що після цього слухач зможе реалізувати свої найпотаємніші бажання. Тим не менше, їх пісня настільки чарівна, що той, хто її почує буде прагнути до досягнення бажань будь-якою ціною. Персі не хоче поступатися, але все-таки погоджується і прив'язує її до щогли, щоб Аннабет не втекла до сирен. Він також затикає вуха, щоб бути при своєму розумі.
Як тільки вони проходять повз острів Аннабет просить Персі звільнити її, а той у свою чергу ігнорує її прохання і повертається до неї спиною. Однак, як тільки він повертає свій погляд на неї, він розуміє, що вона втекла з допомогою свого ножа, який забув у неї забрати. Персі пливе за нею і наздоганяє її. Як тільки він торкається до Аннабет, він бачить її видіння; Манхеттен перебудований під її план, її мати і батько возз'єдналися, Лука повернувся. Персі вдається вибити її з ілюзій і вони пливуть назад на корабель. Коли острів сирен стає лише серпанком, Аннабет каже Персі про її фатальну слабкість - зарозумілість чи смертельна гордість. Вони проходять повз острів з однією з кузень Гефеста, а Аннабет нарешті каже Персі, чому вона так сильно ненавидить циклопів, що відноситься до її пригод з Талією, Лукою і Гроувером, коли вони подорожували в «Табір Напівкровок». Незабаром вони досягають острова Полифема.
Персі і Аннабет розуміють, що Гроувера викрав Поліфем, сатир прикидається жінкою-циклопом і відповідно циклоп хоче вийти заміж за нього. Хлопці добираються до острова Поліфема. Вони досягають його печери, проїхавшись під вівцями, які належать циклопу. Їм вдається врятувати Гроувера за допомогою Клариси і Тайсона, який пережив вибух. Вони знаходять Золоте Руно і виграють у сутичці з Поліфемом, хоча їх корабель тоне. Хлопці перетинають шлях від острова циклопа і моря Чудовиськ до Маямі, у штаті Флорида, за допомогою гіпокампів, Персі відправляє Кларису з Руном в табір.
Пізніше Тайсон розповідає Персі, що Полифем зіпсований, а маленькі дитинчата-циклопи залишаються на вулицях, щоб навчитися виживати, навчитися користуватися тим, що у них є і цінувати благословення, яке нібито йде від богів до них.
Персі, Аннабет, Гроувер і Тайсон потрапляють у полон до Луки, який нібито гостинно приймає їх у себе на кораблі «Принцеса Андромеда». Однак, Персі вдається зв'язатися з табором через послання Іриди, за допомогою обману він змушує Луку зізнатися, що це він отруїв дерево Талії. У поєдинку з Лукою Персі мало не вбивають, він отримує поранення на нозі. Хірон і його родичі, поні для вечірок, рятують його. Кентавр повертається на посаду після того, як доводять його невинність, Золоте Руно лікує дерево Талії від отрути Луки, речовини взятого з самого Тартар в Підземному світі. Раптово Талія, дочка Зевса, сама повертається у своє тіло, все через те, що Руно надто добре зробило свою роботу, в результаті чого у Кроноса з'являється ще один шанс контролювати Пророцтво.

### Книга 3. Персі Джексон і Прокляття титана
Персі Джексон і Прокляття титана — третя книга циклу «Персі Джексон і Олімпійці». В оригіналі книга з'явилась на полицях магазинів 1 травня 2007 року.
Події відбуваються через чотири місяці після повернення з моря чудовиськ. Персі Джексон, Аннабет і Талія, дочка Зевса врятована Золотим руном в попередній книзі, проникають в воєнізовану школу Уестовер-Холл, в штаті Мен, де навчаються двоє напівкровок: Ніко і Бьянка ді Анджело, на яких оголошено полювання. Владика титанів Кронос жадає роздобути у свої ряди нових талановитих героїв, тому не зупиниться ні перед чим, щоб досягти своєї мети. Цього разу герої на самому початку своєї місії змушені зіткнутися з небезпечним чудовиськом Мантикорою, котрий прикинувся заступником директора. Тільки завдяки тому, що в бій втрутилася свита мисливиць богині Артеміди рятує героїв від загибелі. Втім, зовсім без жертв не обійшлося — в ході сутички з Мантикорою зі скелі падає подруга Персі Аннабет. Як пізніше з'ясовують герої, Аннабет викрав і взяв у полон бунтівний і проклятий богами Олімпу титан Атлас. У снах Персі бачить, що Атлас обманом змусив Аннабет тримати небосхил замість себе. Сам Атлас примикає до свого повелителя Кроноса і встає на чолі його армії, як і багато років тому. Тим часом Бьянка ді Анджело примикає до свити мисливиць Артеміди. Після прибуття в «Табір напівкровок» Персі дізнається, що Атлас викрав не тільки Аннабет, а й саму Артеміду, яка тепер знаходиться в полоні, на вершині гори Тамалпаіс в Каліфорнії, де титани зводять свою фортецю Отріс. Юні герої — Гроувер, Талія, Бьянка, Зоя Нічна Тінь та Фібі відправляються на пошук, згодом до них приєднується Персі. Незважаючи на страшне пророцтво Дельфійського оракула, що свідчить, про те що двоє з них не повернуться назад, вони всі разом направляються до гори Тамалпаіс, щоб кинути виклик Атласу. Пророцтво виявляється правдивим — під час місії гине Бьянка ді Анджело, рятуючи інших у сутичці з бронзовим гігантом Талоса. А вже на горі Тамалпаіс в сутичці з власним батьком Атласом гине Зоя. Хитрістю і силою Персі вдається одержати гору над титаном і звільнити Аннабет та Артеміду. Там же на горі він знову стикається зі своїм давнім противником Лукою, якому доводиться битися з Талією. Зрештою, Лука падає з вершини гори, але дивом залишається живий. Повернення в табір не приносить Персі полегшення. Він розповідає Ніко ді Анджело про смерть сестри. Убитий горем хлопчик винить у всьому Персі, який не виконав своєї обіцянки охороняти Бьянку. Тоді ж Ніко демонструє свою силу керувати мертвими створіннями, такими як воїни-зомбі, які переслідували Персі з початку книги. Персі розуміє, що і третій брат «Великої трійки» — Аїд — не стримав обіцянки і обзавівся нащадком у світі смертних. Це насторожує Персі. Тепер пророцтво, сказане Оракулом про те, що дитина когось із «Великої трійки» стане загибеллю або порятунком Олімпу, приймає нову сторону. Ніко, Персі і Талія — про когось з них йдеться в пророцтві. Але про кого? Ніко біжить з табору, але клянеться помститися Персі за смерть сестри. Таким чином, юний син Посейдона наживає собі нового ворога в особі сина Аїда.

### Книга 4. Персі Джексон і Лабіринт смерті
Персі Джексон і Лабіринт смерті — четверта книга циклу «Персі Джексон і Олімпійці». В оригіналі книга з'явилась на полицях магазинів 6 травня 2008 року. Дослівно назва книги звучить, як «Персі Джексон і Битва лабіринту».
Після нападу жахливих Емпус в новій школі Гуді, Персі повертається в табір напівкровок, де юні герої та їхній наставник кентавр Хірон готуються до передбачуваного вторгнення військ Кроноса. Для Персі це, вже третє, літо в таборі обіцяє бути самим приємним, тому що адміністратор табору містер Д. (Діоніс), з яким у Персі складні відносини, відсутній по важливій місії, а на його місце встає загадковий Квінтус - мечник, котрий приручив пекельну гончу по імені Місіс О'Лірі. Персі помилявся, припускаючи, що цього літа він зможе як слід відпочити і потренуватися в таборі. Назрівають проблеми. Друг Персі сатир Гроувер, марно шукає зниклого бога природи Пана, а також може бути вигнаний Радою сатирів, якщо не надасть доказів того, що Пан дійсно з ним розмовляв. А Дельфійський оракул видає нове пророцтво, головну роль в якому відводить Аннабет. Цього разу небезпека як ніколи близька.
Легендарний Лабіринт Дедала може стати лазівкою в захисті табору напівкровок, і цією лазівкою має намір скористатися Лука, щоб провести армію Кроноса через Лабіринт прямо в табір. Лабіринт, пов'язаний з безсмертною душею свого майстра, живе своїм життям - ходи в ньому змінюються, коридори зникають і з'являються знову, навіть час в Лабіринті тече інакше, а відстані не мають ніякого значення. Тільки пробратися через Лабіринт дано не кожному. За легендою тільки нитка принцеси Аріадни, дочки грецького царя Міноса, може вказати правильний шлях. Персі і Аннабет знаходять в таборі вхід в Лабіринт, зазначений грецьким символом "дельта" (Δ) і разом з братом Персі циклопом Тайсоном і сатиром Гроувером спускаються в нього. Їх мета: відшукати майстерню Дедала та заручитися підтримкою майстра, якщо він і справді ще живий. Одночасно десь в Лабіринті Лука веде свою армію до табору, а юний син Аїда Ніко ді Анджело, якого спокушає примара злобного царя Міноса, намагається відшукати Дедала і поміняти його душу на душу сестри Бьянки ді Анджело.
В Лабіринті героїв чекає багато небезпек - чудовиська Кроноса, підступні пастки, кузні бога Гефеста, гладіаторські бої. У підсумку, герої змушені розділитися: Тайсон і Гроувер відправляються на свій власний Пошук по слідах Пана, а Персі і Аннабет йдуть далі. В їх подорожі через Лабіринт до них примикають Ніко ді Анджело, що позбавився від впливу Міноса, і Рейчел Елізабет Дер, смертна дівчина, здатна бачити через Туман. З нею Персі познайомився в «Проклятті Титана», і так вже вийшло, що саме Рейчел може провести героїв лабіринтом. Зрештою хлопцям вдається відшукати майстерню Дедала, де їх чекає дивовижне відкриття - мечник Квінтус і є Дедал, переселивши свій дух в автоматон  - механічне тіло. У майстерні зав'язується бій між героями і чудовиськами Кроноса, до яких приєднався дух царя Міноса, спраглий помститися Дедалу, винному в його вбивстві. Тільки завдяки бронзовим крилам майстра хлопцям вдається втекти. А між тим Луці вдається роздобути нитку Аріадни, і армія Кроноса починає свій рух до табору. Персі, Аннабет, Рейчел і Ніко об'єднуються з Тайсоном і Гроувер, які нарешті знаходять місце приховування бога Пана. Як з'ясовується, Пан уже давно помер, але його спогад, що мешкав в печері в Нью-Мехіко, продовжув жити, чекаючи Гроувера. Пан передає молодому сатиру і його друзям свою спадщину і остаточно вмирає, попросивши Гроувера донести цю сумну звістку світу.
Лабіринт приводить Персі до вершини гори Тамалпаіс, де титани спорудили фортецю Отріс. У фортеці знаходиться саркофаг з останками Кроноса. Сила титана росте, і Персі вважає, що кращого часу для нанесення удару може не представитися. Він проникає в святилище Отріс невидимкою і бачить, як Тельхіни - собакоголові істоти і найкращі ковалі - вносять в зал Косу Кроноса, наймогутнішу зброю разом із блискавкою Зевса і тризубом Посейдона. Персі заглядає в саркофаг і бачить, що в ньому спочиває ... Лука! Юнак віддав своє тіло Кроносу і останнім елементом, здатним повернути титану життя, стало зречення від богів Олімпу юнака-напівкровки Ефана Накамури. Кронос повертається до життя і першим, кого бачить перед собою - свого заклятого ворога Персі Джексона! Між героєм і титаном зав'язується сутичка, в якій Персі програє, адже Кронос - володар часу. Персі вдається вибратися і втекти в Лабіринті тільки завдяки відважному вчинку Рейчел, яка жбурнула в очі Кроносу свою синю щітку для волосся. Так юний герой розуміє, що титан не до кінця матеріалізувався в цьому світі і що десь всередині його нового тіла все ще мешкає свідомість Луки.
Герої повертаються в табір і всі разом готуються до атаки армії Кроноса. І атака відбувається ... Під керівництвом жахливої Кампе монстри, в числі яких пекельні гончі, гіганти і лестригони, дракониці і бунтівні напівкровки нападають на табір, але зустрічають гідний опір з боку героїв. В ході битви частина табору була зруйнована, деякі герої загинули, а залишок армії Кроноса втік назад в Лабіринт після того, як Гроувер скористався даром Пана і вигнав чудовиськ грізним ревом. Після бою Дедал вирішує добровільно піти з життя, щоб розірвати зв'язок між собою і лабіринтом. Варто було майстру зникнути, як і весь його Лабіринт зруйнувався.
Ніко ді Анджело вирішує піти з табору, бо розуміє, що він зайвий в ньому - діти Аїда ніде не будуть користуватися популярністю. Він має намір дізнатися подробиці про їх із сестрою минуле. В кінці, він потискує руку Персі, що означає, що вони розходяться з миром. Повернувшись Діоніс оголошує, що молодші боги, в числі яких Морфей, Геката і Янус, прилучилися до Кроноса, що робить положення олімпійців хитким. Рада сатирів має намір вигнати Гроувера зі своїх лав, так як він не надав доказів існування Пана вчасно, але Гроувер несподівано надає підтримку Діоніс. Він розпускає Раду, вірячи, що Пан помер. Гекатонхейр Бріарей, котрий надав підтримку героям під час битви в таборі, відправляється в кузні до Посейдону, а Аннабет свариться з богинею Герою, яка клянеться помститися дочки Афіни за образу. Гряде остання битва з повелителем титанів Кроносом.

### Книга 5. Персі Джексон і Останнє пророцтво
Персі Джексон і Останнє пророцтво — п'ята і остання книга циклу «Персі Джексон і Олімпійці». В оригіналі книга з'явилась на полицях магазинів 5 травня 2009 року. Дослівно назва книги звучить, як «Персі Джексон і Останній Олімпієць». Книга була написана шостою, після «Персі Джексон і Олімпійці. Секретні матеріали», але ця книга є доповненням до серії.
Повелитель титанів Кронос збирає армії і готується атакувати Олімп. Боги і герої збирають свої сили, щоб відбити напад. Персі Джексон і Чарльз Бекендорф, син Гефеста, роблять відчайдушну вилазку на круїзний лайнер «Принцеса Андромеда», де розмістив свій штаб Кронос. Але все йде не за планом: Кроносу стає відомо про задум напівбогів від свого шпигуна в таборі напівкровок, і він готовий до візиту героїв. Потрапляючи в підступну пастку титану, гине Бекендорф, але перед смертю йому вдається підірвати «Принцесу Андромеду». Персі вдається вціліти, завдяки захисту океану. У підводному царстві Посейдона, куди потрапляє Персі після вибуху, справи йдуть ще гірше - владика морів змушений захищати свій дім від титана Океана, який, за намовою Кроноса, йде війною на Посейдона. У морських глибинах відбувається неабияка битва між чудовиськами і морським народом. А тим часом, Кронос будить батька всіх чудовиськ - гігантського Тифона, який загрожує знищити всі Сполучені Штати, просуваючись у бік Нью-Йорка і руйнуючи на своєму шляху міста. На боротьбу з Тифоном виходять Олімпійські боги, і Персі розуміє, що Олімп залишається беззахисним перед Кроносом. Перед напівкровками встає нелегке завдання - стати на захист Олімпу замість їх божественних батьків.
Гряде війна проти Кроноса, а Персі Джексону ось-ось виповниться шістнадцять. А це означає, що в силу вступить велике пророцтво, сказане Дельфійським оракулом. Герою здається, що це пророцтво говорить про те, що він неминуче повинен загинути, рятуючи Олімп і це не додає йому впевненості в собі. Він все частіше починає замислюватися - а не чи заслуговують Олімпійці тієї долі, на яку їх прирікає Кронос? У таборі Персі зустрічає сина Аїда, Ніко ді Анджело, який вкотре просить Персі погодитися на його план. План, завдяки якому Персі зміг би зрівнятися за силам з Кроносом. Але Персі ідея Ніко не подобається. І все ж, після тривалої суперечки, він погоджується, і разом вони відправляються в підземне царство Аїда. План Ніко полягає в тому, що Персі повинен зануритися у води Стіксу, як це зробив в античності герой Ахілл, і отримати невразливість. На березі Персі зустрічає дух Ахілла і той попереджає його, що це дуже небезпечно. Адже невразливість Ахілла не поширюється на його п'яту, від поранення в яку він і помер. Персі проте погоджується на небезпечний експеримент і занурюється в Стікс. Тільки величезна сила волі і думки про Аннабет не дають Персі розчинитися в чорних водах підземної річки. І все ж він отримує невразливість і слабке місце на спині. Тим часом, Аїд обманом змушує Ніко привести до нього Персі і укладає героя в своїх казематах. Обдурений Персі звинувачує у всьому Ніко, але для сина Аїда дії батька також є несподіванкою. Він організовує для друга втечу. Аїд посилає за напівбогами погоню і сам стає на чолі її. Тут Персі доводиться використовувати свою невразливість і він самотужки розправляється з усіма солдатами Аїда, а самого бога збиває з ніг. Тепер він розуміє ту перевагу, яке отримав завдяки водам Стікса.
По поверненню з царства мертвих Персі і Ніко відправляються до матері Луки - Мей Кастеллан. На думку сина Аїда, Персі повинен зрозуміти минуле Луки, щоб отримати необхідні знання для перемоги над Кроносом. Виявляється, Мей Кастеллан свого часу збожеволіла, коли її почали переслідувати бачення про долю сина. Наляканий цим Лука втік з дому, вирішивши, що втратив в особі матері залишки своєї сім'ї. Так само Персі дізнається, що Лука так само викупався у водах Стіксу і придбав невразливість, якою і скористався Кронос, щоб вселитися в тіло напівбога.
Все менше часу залишається до вторгнення Кроноса в Нью-Йорк. Боги продовжують боротися з Тифоном, який, прийнявши форму страшного урагану, спустошує штат за штатом. Незабаром він добереться до Нью-Йорка, і тоді Олімп впаде. Тим часом місто оточене тимчасовою магією Кроноса, а всі жителі Нью-Йорка засинають під чарами бога сну Морфея, який переметнувся на бік титанів. Напівкровки організовують опір і вибудовують оборонні загони поруч з усіма проходами в місто. До життя приходять всі статуї міста, що виявилися автоматонами Дедала. Тільки діти Ареса не беруть участь в обороні, після того як уражена дітьми Аполлона Кларисса Ла Ру відмовилася брати участь у війні. Кронос і його армія чудовиськ вже на підходах до міста, і напівкровки вступають у відчайдушну сутичку. Палахкотить Нью-Йорк, герої, відбиваючи натиск чудовиськ, паралельно намагаються врятувати заснулих смертних. Кронос і його загін зустрічають опір на чолі з Персі на мосту Уільямсберг. Персі сходиться в сутичці з Мінотавром, якого вже переміг одного разу, коли йому було дванадцять. І цього разу Мінотавр переможений, і на черзі Кронос. У ході битви руйнується міст, відрізаючи силам наступу прохід в місто.
У той час, поки Нью-Йорк охоплений війною, подруга Персі Рейчел Елізабет Дер перериває свій відпочинок з батьками і вирішує прийти на допомогу другові. Вона відчуває, що в цій війні їй відведена не остання роль і хоче бути поруч, коли її допомога буде потрібна. А в табір, розбитий вижившими напівкровками в Нью-Йорку, приходить посланник від Кроноса - бунтівний титан Прометей. Він пропонує Персі здатися і обіцяє, що в такому разі його повелитель не зачепить місто. Персі відмовляється і отримує в подарунок від титану ящик Пандори - глечик, з якого колись Пандора випустила біди всього світу. У глечику залишилася одна лише Надія, і Прометей каже Персі, що як тільки він випустить Надію, Кронос буде знати, що герой здався.
А події на полі битви стають все більш загрозливими. Кронос насилає на героїв чудовисько за чудовиськом, напівкровки несуть втрати, але хоробро продовжують боротися. У бій вступають і деякі смертні, що отямилися від сну Морфея. Несподівано на допомогу приходять діти Ареса, яких, всупереч очікуванням, веде не Кларисса, а дочка Афродіти і подруга загиблого Бекендорфа Силена Боргард! Силена відчайдушно намагається здолати Лідійського змія, але програє і гине. Перед смертю дівчина зізнається, що вона була шпигункою Кроноса в таборі і розкаюється. Напівкровки прощають її і ховають як героя.
Тифон вже майже біля узбережжя Нью-Йорка, а в богів закінчуються сили для гідного опору. Аїд відсиджується в себе у підземному царстві, вважаючи, що боги отримають по заслугам за те, що принизили його, коли заслали правити мертвими. З ним його дружина Персефона і теща Деметра. Ніко марно намагається закликати батька до розсудливості і вмовляє допомогти братам-богам. Коли Аїд відмовляється, Ніко сам вступає в бій, викликавши легіон мерців. Приходить на допомогу Хірон з армією кентаврів і перевага в бою переходить на бік напівкровок. А коли погоджується допомогти і Аїд, герої розуміють, що перемога ось-ось буде за ними.
У запалі битви Кроносу вдається прорватися до Емпайр-Стейт-білдінг, і він піднімається на шестисотий поверх хмарочоса, де розмістився Олімп. Обитель богів в жалюгідному стані. Потерпаючи поразки в бою з Тифоном, боги слабшають, і Олімп знаходиться на межі загибелі. Кронос і Ефан Накамура, син богині помсти Немезіди, що продовжує вірно служити титану, громлять храми богів, послаблюючи тим самим їхню владу. Персі, Аннабет, Гроувер і Талія поспішають за ним, щоб вступити в останню сутичку з повелителем титанів. А Персі розуміє, що ще трохи і пророцтво виповниться.
Фінальний поєдинок Кроноса в тілі Луки і Персі Джексона відбувається в тронному залі головного храму Олімпу. В останні хвилини війни дає знати про себе Гестія, покровителька домашнього вогнища, молодша богиня і останній олімпієць, від якої залежало більше, ніж хто-небудь міг уявити. Кронос здається майже невразливим, але Аннабет розуміє, що розум Луки все ще бореться зі свідомістю титана. Дівчина взиває до нього, нагадуючи йому про те, що він обіцяв стати для неї сім'єю і порушив своє слово. Луці вдається взяти верх над Кроносом і він розуміє, яких бід наробив через свою малодушність і злість. Він просить Персі дати йому шанс все виправити. Персі віддає Луці бойовий ніж Аннабет, і син Гермеса встромляє його собі в пахву, де було його вразливе місце. Таким чином пророцтво виконується. Кроноса вбиває сам Лука, ціною власного життя. Тифона повергає Посейдон, що прийшов на підмогу братам після битви з Океаном. Ті чудовиська Кроноса, що вижили втікають. Чари над Нью-Йорком розсіюються.
Герої збираються на Олімпі. Боги нагороджують Персі і його друзів. Аннабет стає головним архітектором Олімпу. Гроувер отримує місце в Раді козлоногих і стає наступником бога Пана. А Персі отримує пропозицію стати безсмертним богом, від якої відмовляється. Замість цього він просить про інше послугу, і боги погоджуються його виконати. Відтепер всі боги будуть визнавати своїх дітей, де б вони не знаходилися, вони будуть бачитися з ними і допомагати їм, і всі напівкровки, приречені на самотність без своїх божественних батьків повинні будуть переїхати в табір напівкровок. Боги, хоч і знехотя, але погоджуються. Таким чином боги почали визнавати своїх дітей і рахуватися з ними. Луку ховають як героя, тому що в останню мить свого життя він спокутував свою провину і вчинив діяння героя, убивши Кроноса.
Пізніше в таборі напівкровок Рейчел Елізабет Дер приймає на себе обов'язки нового Оракула і прорікає нове велике пророцтво:
На поклик озвуться сім напівкровок,
У бурі і вогні світ гине знову.
Клятву стримай на краю могили,
До Брами смерті йдуть ворожі сили.
Ніхто не знає, що значить нове пророцтво і коли воно здійсниться. Але ніхто і не бажає цього знати, тому що у напівкровок нарешті налагодилося життя.

## Доповнення до серії

### Книга 1. Секретні Матеріали
Секретні матеріали — доповнення до циклу книг «Персі Джексон і Олімпійці», що містить три оповідання про пригоди Персі — «Персі Джексон і Вкрадена колісниця», «Персі Джексон і Бронзовий Дракон», «Персі Джексон і Меч Аїда», а також ряд інтерв'ю з головними героями циклу, кросворд, головоломки, кольорові вклейки з короткими характеристиками богів-олімпійців. Події «Меча Аїда» є прямим продовженням «Лабіринту Смерті» і нав'язуються на «Останнє пророцтво».

#### Персі Джексон і Вкрадена колісниця
Перше оповідання з книги «Персі Джексон і Олімпійці. Секретні матеріали ». Персі зустрічає Клариссу - свого старого ворога з табору напівкровок. Він дізнається, що її старші брати-боги вкрали у неї колісницю Ареса. Персі вирішується допомогти Кларисі і відправляється з нею на пошуки Фобоса і Деймоса. Вони знаходять їх у зоопарку разом з колісницею, але щоб забрати її назад Персі і Кларисі доведеться битися з двома молодшими богами і встигнути доставити колісницю назад Аресу.

#### Персі Джексон і Бронзовий Дракон
Другий розповідь з книги «Персі Джексон і Олімпійці. Секретні матеріали ». Персі Джексон відпочиває в таборі напівкровок після чергових пригод. Але на черговій грі в захоплення прапора він зі своїм другом Бекендорфом знаходить Мірмеків - гігантських мурах, що несуть металеву голову Дракона. Бекендорф розповідає Персі про те, що до дерева Талії жителі табору шукали різні способи захисту. Самим довгим був Бронзовий Дракон - автоматон, призначений для охорони табору. Бекендорф просить Персі допомогти йому добути цю голову. Несподівано, заставши Персі Джексона зненацька, з'являються Аннабет Чейз і Сілена Боргард. У цей момент Мірмеки ловлять Бекендорфа і забирають його в свій мурашник. Щоб врятувати друга Персі Джексону і його друзям доведеться знайти тіло дракона, полагодити його і відправитися в мурашник Мірмеків менш ніж за годину, інакше Бекендорф буде з'їдений гігантськими мурахами.

#### Персі Джексон і Меч Аїда
Третя розповідь з книги «Персі Джексон і Олімпійці. Секретні матеріали ». Цього разу Персі потрапляє в підземний світ разом зі своїми друзями Талією Грейс - дочкою Зевса і Ніко ді Анджело - сином Аїда. Вони повинні допомогти Персифоні знайти викрадений меч Аїда до того, як злодій вибереться з підземного царства, і дізнатися хто ж той таємничий викрадач меча. Перед Персі Джексоном встає складний вибір: чи повертати меч Аїду, адже Аїд зробив меч без відома інших богів?

### Книга 2. Жорстокий світ героїв та чудовиськ
Жорстокий світ героїв та монстрів — друге доповнення до циклу книг «Персі Джексон і Олімпійці».
Це книга, яка розкриває страшні таємниці і веселі секрети світу, в якому живе легендарний Персі Джексон. Що змушує Діоніса щосили втікати?! У чому секрет ворогів Персі Джексона ?! Чи легко бути мисливицею Артеміди ?! Як стати віщуном?.. Перелік запитань нескінченний. Відкрийте для себе таємничий і багатоликий світ грецької міфології, світ всесильних богів і безстрашних героїв, світ мудрих віщунів і жахливих потвор.

### Книга 3. Повний довідник
Повний довідник — третє доповнення до циклу книг «Персі Джексон і Олімпійці».
Це книга, без якої не може обійтися будь-який напівкровка: ілюстроване, поглиблене керівництво про богів, монстрів і про всі речі Персі.

### Книга 4. Лірник Аполлона
Лірник Аполлона — новела, написана Ріком Ріорданом для Guys Read: Other Worlds.
Використовуючи свій видатний гумор, Персі Джексон розповідає коротку історію про той час, коли він святкував день народження Гроувера, з'явився Аполлон і попросив його про "маленьку послугу".Ця маленька послуга перетворилася на велику проблему, коли Аполлон послав Персі, щоб той повернув його лірника, який втік у велике місто, як вигнанець, щоб спробувати свої сили в славі, багатстві та сольній кар'єрі.

### Книга 5. Грецькі боги Персі Джексона
Грецькі боги Персі Джексона —- збірка історій з грецької міфології, яка розповідається з точки зору Персі Джексона.

## Графічні новели

### Викрадач блискавок
Викрадач блискавок — комічна версія книги «Персі Джексон і Викрадач блискавок». Була випущена 12 жовтня 2010.

### Море чудовиськ
Море чудовиськ — графічна адаптація «Персі Джексон і Море Чудовиськ». Продовження графічного роману «Викрадач блискавок». Новела була випущена 2 липня 2013.

## Велике пророцтво

### Пророцтво
Напівкровка найстаріших богів на світі
Він доживе до шістнадцятиріччя ...
Світ зануриться в сон, ніби п'яний,
Душу героя візьме клинок окаянний.
І чекає його кінець, коли зробить він вибір,
Рятуючи Олімп або прирікаючи на загибель.

### Пояснення до пророцтва
1. Персі Джексон - дитя Посейдона, одного з найстаріших богів, інакше відомих як Велика Трійця.
2. Персі досягає шістнадцятиріччя, незважаючи на те, що його намагалися вбити Лука/Кронос і його монстри велику кількість разів.
3. Персі помічає, що весь Нью-Йорк занурюється в сон, щоб у війну з Олімпом не втручалися смертні.
4. Лука використовує кинджал Аннабет, щоб убити себе, тим самим знищуючи Кроноса. Це той самий ніж, який він дав їй, коли вона була маленькою. Він пообіцяв, що завжди буде поруч, і що вони разом з Талією завжди будуть сім'єю. Коли Лука зрадив Аннабет, її кинджал став проклятим лезом.
5. Персі довелося вибирати між тим, щоб дати Луці ніж Аннабет і дозволити йому вбити себе, або самому спробувати його знищити, що він не зміг би зробити, бо лише Лука ( і можливо Кронос ) знав про свою Ахіллесову п'яту.
6. Якби Персі не дав Луці ніж, Кронос знову би оволодів тілом і зруйнував Олімп.

## Переклади українською
Серія "Персі Джексон та Олімпійці"
- Рік Ріордан. "Персі Джексон та Викрадач Блискавок" (книга 1). Переклад з англійської: Ігор Бондар-Терещенко; художник: Олександр Крутик. Харків: Ранок. 2012. 495 стор. ISBN 978-966-672-439-0
- Рік Ріордан. "Персі Джексон та Море Чудовиськ" (книга 2). Переклад з англійської: Ігор Бондар-Терещенко; художник: Олександр Крутик. Харків: Ранок. 2015. 368 стор. ISBN 978-617-540-719-6
- Рік Ріордан. "Персі Джексон та Прокляття Титана" (книга 3). Переклад з англійської: Ігор Бондар-Терещенко; художник: Олександр Крутик. Харків: Ранок. 2014. 415 стор. ISBN 978-617-540-806-3
- Рік Ріордан. "Персі Джексон та Лабіринт Смерті" (книга 4). Переклад з англійської: Ігор Бондар-Терещенко; художник: Олександр Крутик. Харків: Ранок. 2014. 527 стор. ISBN 978-617-540-929-9
- Рік Ріордан. "Персі Джексон та Останнє пророцтво" (книга 5). Переклад з англійської: Ігор Бондар-Терещенко; художник: Олександр Крутик. Харків: Ранок. 2014. 512 стор. ISBN 978-966-672-451-2
- Рік Ріордан. "Персі Джексон та Олімпійці: Секретні матеріали" (збірка оповідань). Переклад з англійської: Ігор Бондар-Терещенко; художник: Олександр Крутик. Харків: Ранок. 2015. 160 стор. ISBN 978-617-09-0432-4

Серія "Герої Олімпу"
- Рік Ріордан. "Герої Олімпу. Зниклий герой". Переклад з англійської: С. Хмелик; художник: Олександр Крутик. Харків: Ранок. 2017. 176 стор. ISBN 978-617-09-3259-4